# Пролейтесь, слёзы...
«Пролейтесь, слёзы…» (вариант перевода — «Лейтесь слёзы, сказал полицейский»; англ. Flow My Tears, the Policeman Said) — научно-фантастический роман американского писателя Филипа К. Дика, опубликованный в 1974 году.

## Сюжет
Сюжет книги разворачивается в США в 1988 году, через некоторое время после Второй гражданской войны. В стране установлена полицейская диктатура: полиция и Национальная гвардия («полы» и «наты») контролируют города, на улицах размещены их КПП со сплошными проверками документов, повсюду внедрены информаторы. Противников режима отправляют в исправительно-трудовые лагеря в удалённые места (в том числе на Луну), университетские города как оплоты протеста уничтожены, за ушедшими в подполье студентами ведётся охота. Для переживших войну и лагеря афроамериканцев введена политика одного ребёнка. При этом полицию постепенно освобождают от части прежних обязанностей: возраст согласия для обоих полов снижен до 12 лет, легализованы наркотики.
Джейсон (в другом переводе — Ясон) Тавернер — успешный телеведущий и певец. Его создали в ходе тайных евгенических экспериментов, о чём мало кто знает. Любовница заражает его инопланетным паразитом, Тавернера везут в больницу, но просыпается он в Лос-Анджелесе без документов. Вскоре выясняется, что никто не знает Тавернера, не видел его популярное телешоу и не слышал его многочисленные пластинки. Однако прежде чем выяснить причину своего исчезновения из реальности, он должен обеспечить себе безопасность и не пополнить армию узников исправительно-трудовых лагерей.

## Обстоятельства написания и публикации
Филип Дик начал писать роман в конце 1960-х годов возле Сан-Франциско, но закончил его уже после переезда в Южную Калифорнию в 1972 году. Между двумя периодами работы над романом Филип пережил разрыв с женой, забравшей малолетнюю дочь, взрыв в доме, недолгий переезд в Канаду и попытку самоубийства. Дик интенсивно работал над романом в марте-августе 1970 года. В мае Дик принял мескалин (вероятно, в первый и последний раз) и был поражён пережитым опытом. Эти впечатления он использовал при доработке романа. По воспоминаниям Нэнси (третьей жены писателя), 140 листов черновика этого романа он написал за 48 часов почти непрерывной работы, по обыкновению поддерживая бодрость и концентрацию амфетаминами. В 1971 году, когда Дик на некоторое время совершенно перестал писать, он отдал рукопись на хранение своему адвокату (возможно, из-за обострения паранойи) и вернулся за ней два года спустя, обосновавшись в Фуллертоне.
Роман вышел в издательстве Doubleday в феврале 1974 года и был сразу же тепло принят. Книга была номинирована на высшие научно-фантастические награды Небьюла и Хьюго, а также получила мемориальную премию Джона В. Кэмпбелла за лучший научно-фантастический роман в 1975 году. Публикация романа позволила поправить финансовое положение Дика благодаря росту продаж прежних его работ до четырёхзначных тиражей.